# Función polinómica

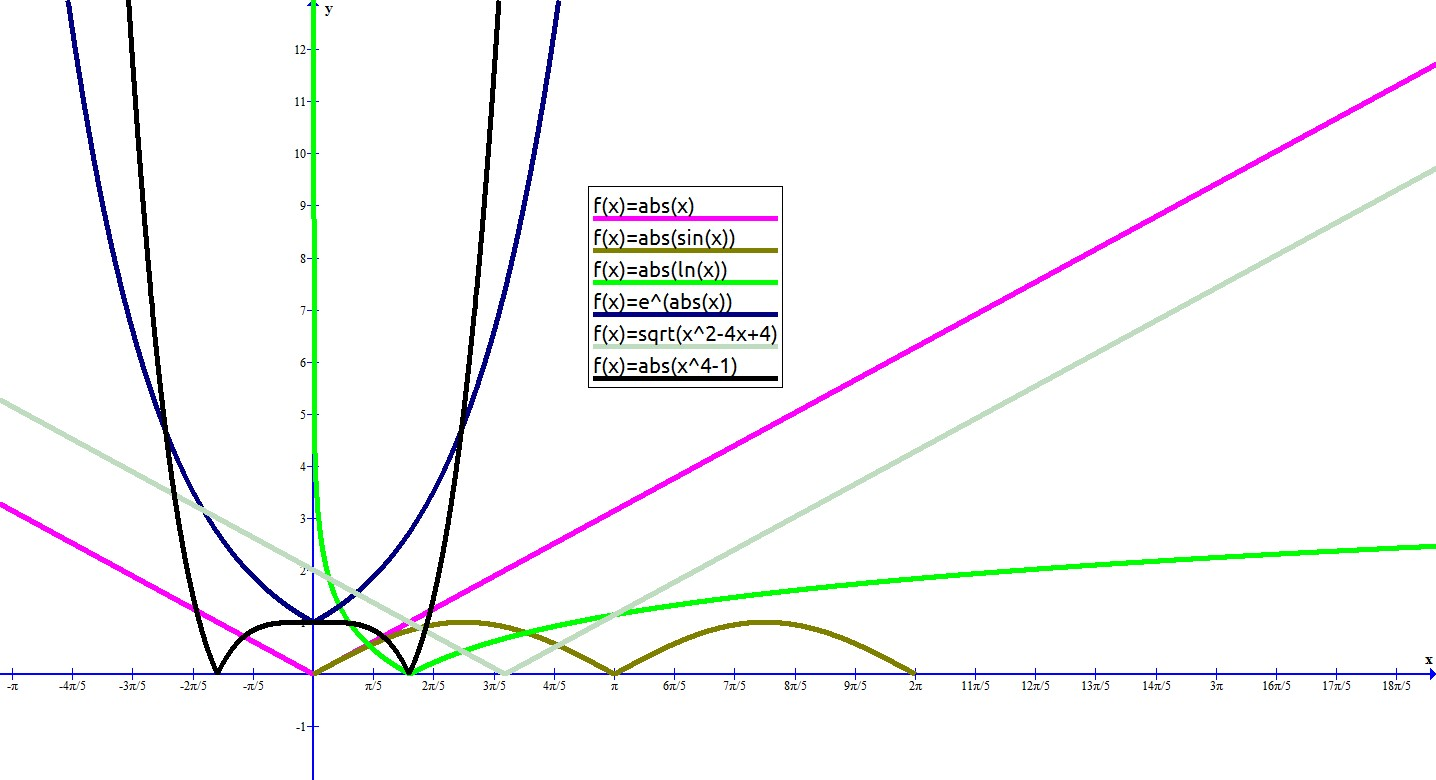
Función polinómica.

Una función polinómica es una relación que para cada valor de la entrada proporciona un valor que se multiplique con un polinomio.

## Formalización
Formalmente, a cada variable {\displaystyle x} le asigna un único valor, resultante de sustituirlo en el polinomio asociado a la función:
{\displaystyle {\begin{array}{rccl}P:&\mathbb {R} &\longrightarrow {}&\mathbb {R} \\&x&\mapsto &y=P(x)\end{array}}}
donde  {\displaystyle P(x)\,} es un polinomio definido para todo número real {\displaystyle x\,}; es decir, una suma finita de potencias de {\displaystyle x\,} multiplicadas por coeficientes reales, de la forma:
{\displaystyle P(x)=\sum _{i=0}^{n}a_{i}x^{i}=a_{0}+a_{1}x+a_{2}x^{2}+...+a_{n}x^{n}}
Entonces, una función polinómica se define simbólicamente:
{\displaystyle {\begin{array}{rccl}f:&\mathbb {R} &\longrightarrow {}&\mathbb {R} \\&x&\mapsto &y=f(x)\end{array}}}
tal que:
{\displaystyle f(x)=a_{n}x^{n}+a_{n-1}x^{n-1}+...+a_{3}x^{3}+a_{2}x^{2}+a_{1}x+a_{0}}
En esta función, la variable es {\displaystyle x}, el mayor de los exponentes a los que está elevada esta variable indica el grado del polinomio, los coeficientes {\displaystyle a_{0},a_{1},...,a_{n}} son números reales.
Las funciones polinómicas no constantes (grado mayor que 0), tienden a infinito cuando {\displaystyle x} crece o decrece indefinidamente. El signo del infinito depende del coeficiente principal y del grado del polinomio. Además, si el grado es mayor que 1, la función no tiene asíntotas (si es 0 o 1, la función tiene una asíntota: {\displaystyle y=f(x)}).

## Funciones polinómicas básicas
Algunas funciones polinómicas reciben un nombre especial según el grado del polinomio: 
| Grado | Nombre             | Expresión                                                | Representación                           |
| ----- | ------------------ | -------------------------------------------------------- | ---------------------------------------- |
| 0     | función constante  | y = a                                                    | Rectas horizontales o paralelas al eje x |
| 1     | función lineal     | y = ax + b es un binomio del primer grado                | Rectas oblicuas                          |
| 2     | función cuadrática | y = ax² + bx + c es un trinomio del segundo grado        | Parábolas                                |
| 3     | función cúbica     | y = ax³ + bx² + cx + d es un cuatrinomio de tercer grado | Curvas cúbicas                           |